# Saron neglectus
Saron neglectus är en kräftdjursart som beskrevs av De Man 1902. Saron neglectus ingår i släktet Saron och familjen Hippolytidae. Inga underarter finns listade i Catalogue of Life.

## Bildgalleri

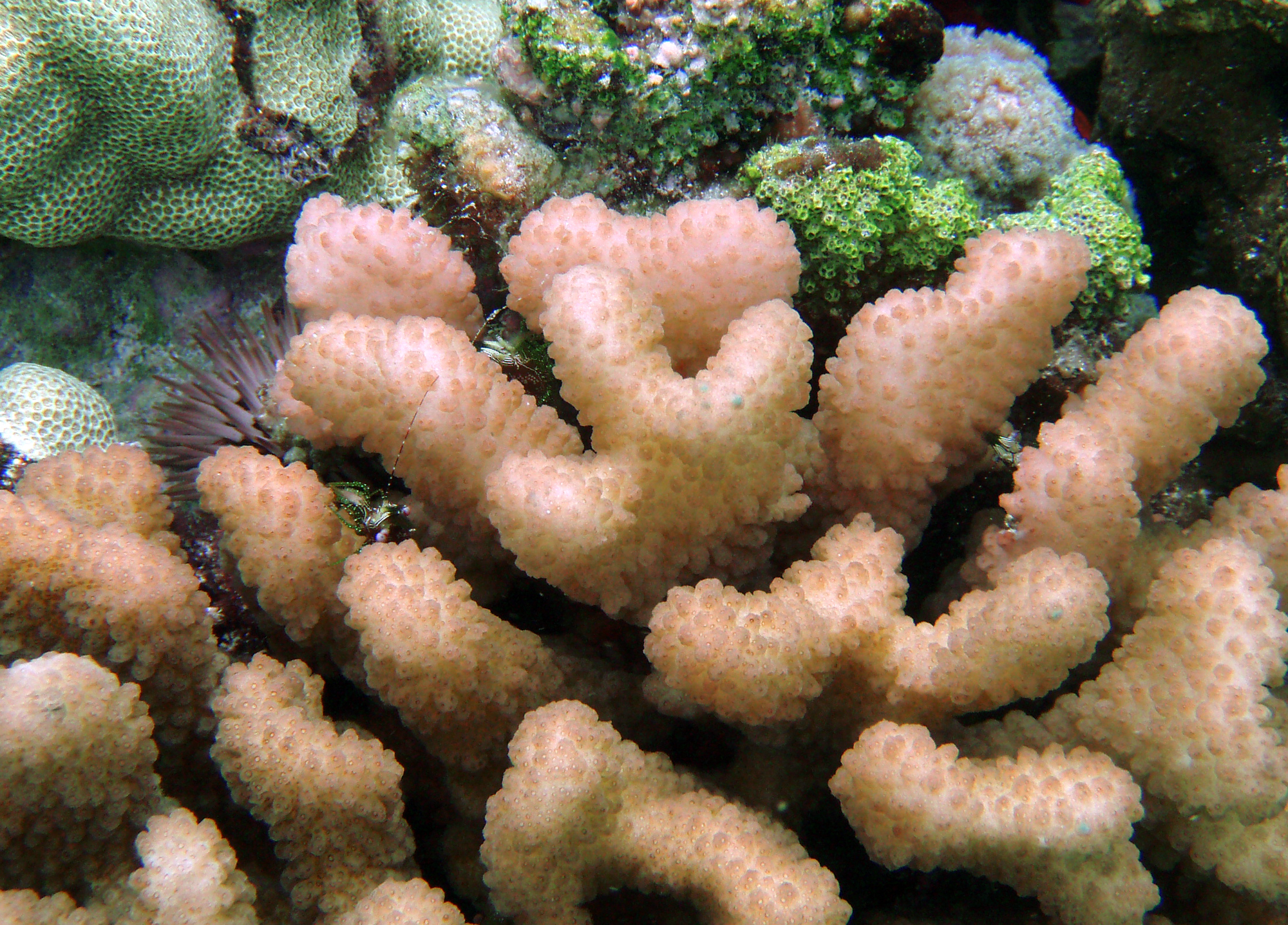